# If You Can See Me
Pistes de The Next Day
Valentine's Day
(6) I'd Rather Be High
(8)
If You Can See Me est une chanson de David Bowie parue en 2013 sur l'album The Next Day. Sur un rythme déroutant et virulent, le chanteur égraine un pêle-mêle d'images en se glissant dans la peau d'un dictateur hyperviolent. 

## Description

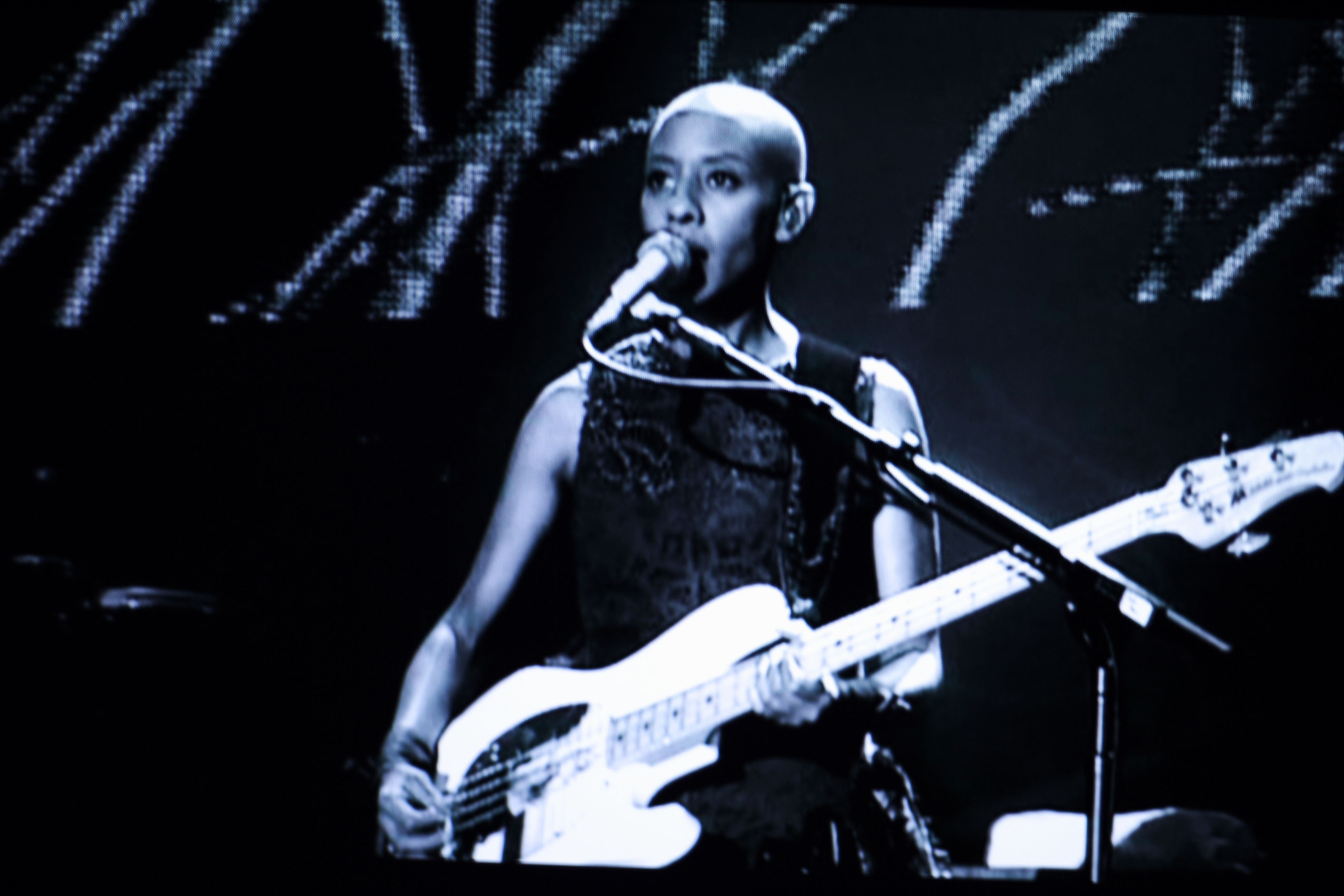
La bassiste américaine Gail Ann Dorsey, accompagnant Bowie au chant.

Musicalement, le morceau se caractérise par une mesure atypique et déroutant, un 7/5 qui évolue au fil du morceau, un son violent. La voix de Gail Ann Dorsey fait écho à celle de Bowie, après des envolées dans des hurlements presque surnaturels. Il rappelle certains passages très exigeants de 1. Outside ou de Earthling tout en préfigurant les expérimentations free-jazz de Blackstar.
Les paroles sont parmi les plus impénétrables de The Next Day, avec un kaléidoscope d'images impressionnistes, parfois absurdes. Dans un exercice consistant à caractériser chacune des chansons en trois mots, Bowie attribue à celle-ci crusade, tyrant et domination (« croisade, tyran, domination »). Aux dires de Tony Visconti, le sujet pourrait être « l'interversion des identités d'un homme qui peut être Bowie et d'un politicien ». Bowie semble se présenter comme l'archétype du dictateur démagogue, mégalomane et dérangé : 
« I will take your lands and all that lays beneath
The dust of cold flowers prison of dark ashes
I will slaughter your kind who descend from belief
I am the spirit of greed, a lord of theft
I'll burn all your books and the problems they make. »
« Je prendrai tes terres et tout ce qui gît dessous
La poussière de fleurs froides prison de cendres sombres
Je massacrerai tes semblables qui descendent de la croyance
Je suis l'esprit de la cupidité, un seigneur du vol
Je brûlerai tous vos livres et les problèmes qu’ils posent. »

## Enregistrement
L'enregistrement de base date du 4 mai 2011, sur la base duquel plusieurs ré-enregistrements (overdubs) ont été réalisés. La voix de Gail Ann Dorsey a été prise plus tard, et celle de Bowie le 4 avril 2012.

## Critiques
If You Can See Me est généralement rangé au rayon des « expérimentations audacieuses » de l'artiste,.  
C'est pour Nicholas Pegg une des meilleures contributions de la basse de Gail Ann Dorsey de l'album, mais aussi « les trois minutes les plus effrayantes que vous ayez jamais passées avec Bowie », vues l'intensité et la violence apparente de la chanson.  
Stéphane Davet qualifie lui aussi la chanson de « pénible ». Jérôme Soligny parle d'un morceau « tortueux et virulent ». The Independant hésite entre fascination et répulsion pour ce qu'il qualifie « d'agitation hâtive de bruits, avec un clavier monotone perçant à la hauteur des nerfs ».  

## Musiciens
- David Bowie : chant, production, claviers
- David Torn : guitare
- Tony Visconti : ingénieur, mixage, production
- Gerry Leonard (en) : guitare
- Tony Levin[6][Note 2] ou Gail Anne Dorsey[1] : basse
- Gail Ann Dorsey : chœurs
- Zachary Alford : batterie, percussions